# Клане в Гюнели махле
Клане в Гюнели махле е название, с което е известно масовото избиване на българско цивилно население в село Гюнели махле (дн. Любенова махала), Новозагорско, извършено на 14 юли 1877 година от редовна османска войска, черкези и башибозук по време на руско-турската освободителна война. Според различни оценки жертвите са между 1013 и 2400 души.

## Предистория
На 3 юли 1877 година руски части достигат до Нова Загора, което провокира защитаващите го османци да извършат масови убийства на българи в града. Новината за това събитие достига до жителите на околните села и част от тях решават за по-голяма сигурност да се съберат в едно селище. За център е избрано село Гюнели махле. Освен местните в него се настаняват и всички жители на селата Бештепе, Юртчии, Ердуванли, Чифлик, Дедекьой, Радне махле, както и няколко семейства от Богдан махле, Кулфалчево и Кършали.

## Събития
Съществуват различни мнения за причините довели до това събитие. Според очевидеца Тончо Кръстев, инициатор на конфликта е селския пъдар Садък, който след като не успява да изнуди бакалина Дядо Тончо за пари, отива в Нова Загора и съобщава на османската власт, че в селото има бунтовници. Този сигнал е взет под внимание и в селото са изпратени двама кавалеристи. При пристигането им срещу тях е открит огън. Същевременно началникът на гарата в село Радне махле Кумбас изпраща телеграма до Нова Загора, в която съобщава за събралите се хора в Гюнели махле и иска те да бъдат разпръснати.
На 14 юли отряд войници разположени на позицията при гарата на Нова Загора получават нареждане да поправят повредените железопътни релси в землището на село Рисиманово, както и да проверят причината за струпването на хора в Гюнели махле. Според историка Никола Койчев сигналите пристигащи от селото накарали началника на османската войска в града Рауф паша да подсили отряда с артилерия и башибозук. Към тях се присъединяват и черкези. Съществува твърдение, че общият им брой достига 2000 души.
Около 5 часа след обяд войската достига селото. Движещите се напред черкези влизат в сблъсъци с местните и дават две жертви, вероятно убити от членове на селския революционен комитет. Тези събития подтикват войската да търси отмъщение. Селото е обградено и започва бомбардирането му с две оръдия. Изплашените селяни решават да потърсят защита зад стените на църковния двор и църквата. Там е убит още един черкезин, което допълнително озлобява нападателите. Започва масово избиване на всички намиращи се в църковния двор, църквата и сградата на училището. Успоредно с това се подавя и съпротива на селяните, прикрити на различни места из селото. Прикривайки се между труповете и благодарение на падналата тъмнина много ранени селяни успяват да се спасят.
Според Никола Койчев жертвите възлизат на 91 души от Гюнели махле и 921 души от другите села плюс още един или общо 1013 души. Според медийни публикации жертвите достигат над 2000 и дори 2400 души.
На 17 юли селото е посетено от комисия, съставена от английския, френския и австро-унгарския консул в Цариград, съпровождани от Рауф паша. Констатирано е, че жертвите са обикновени селяни и сред тях няма комити и руснаци.